# Simpson Glacier
Simpson Glacier är en glaciär i Antarktis. Den ligger i Östantarktis. Nya Zeeland gör anspråk på området. Simpson Glacier ligger 622 meter över havet.
Terrängen runt Simpson Glacier är varierad. Trakten är obefolkad. Det finns inga samhällen i närheten.